# Gesso (torrente)
Il Gesso (Gess in piemontese), è un grosso torrente piemontese lungo 42 km, principale tributario di destra della Stura di Demonte, che scorre nell'omonima valle delle Alpi Marittime, sviluppando il suo corso interamente nel territorio della Provincia di Cuneo.

## Idrografia

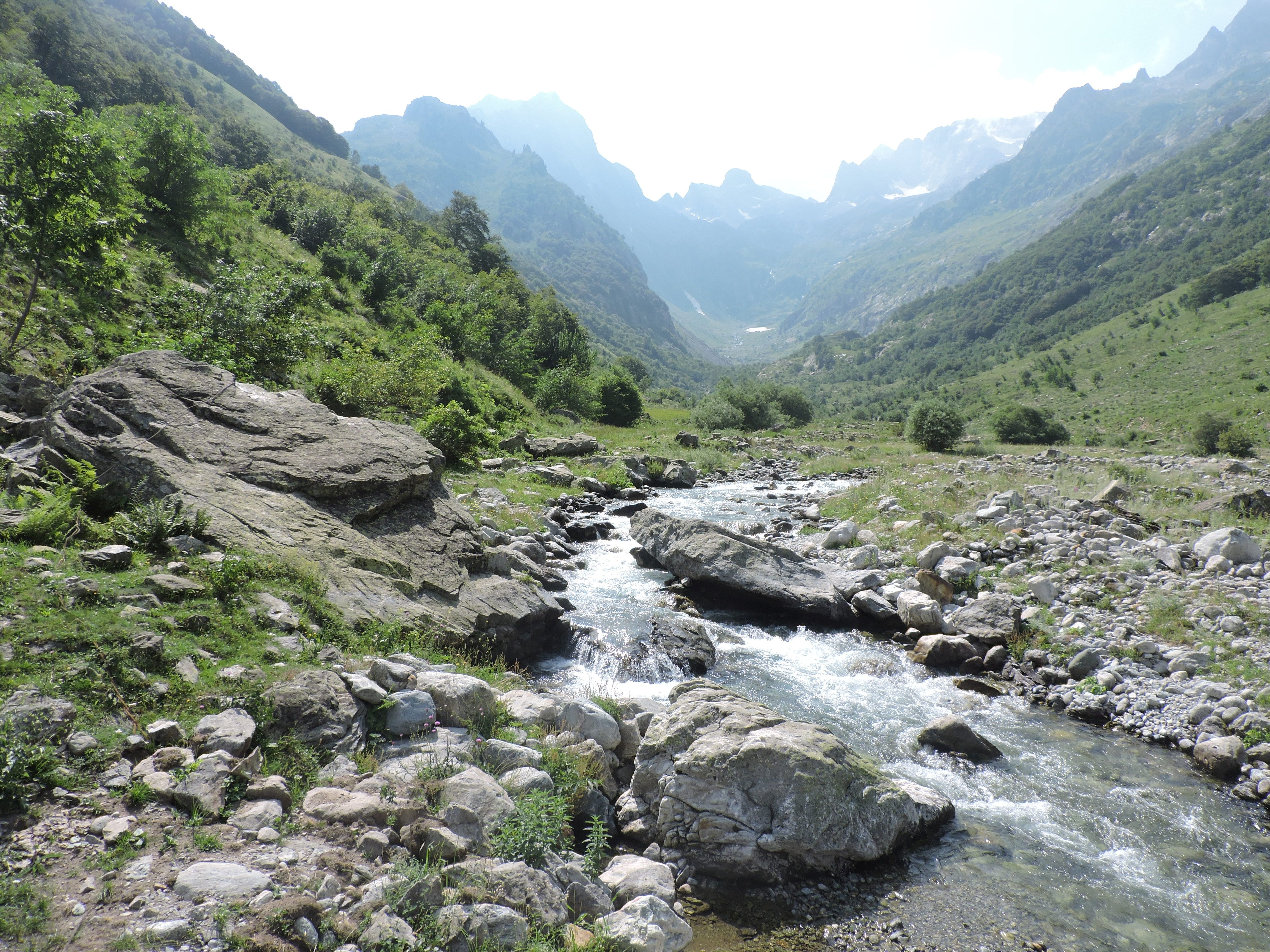
Gesso di Moncolombo a Pian Razur

A differenza della maggioranza dei fiumi e dei torrenti della pianura padana, che hanno tutti andamenti pressoché paralleli da Ovest verso Est e che ricevono i tributari da valloni laterali disposti a lisca di pesce, il bacino del Gesso presenta una caratteristica configurazione a ventaglio dovuta alle numerose successive ramificazioni del corso d'acqua. 

Questo, poco a monte di Valdieri, si sdoppia in due rami principali, quello detto Gesso della Valletta a destra e quello detto Gesso di Entracque o della Barra a sinistra.
Risalendo verso monte, dal ramo della Valletta si stacca a destra, nei pressi di S. Anna, frazione di Valdieri, il Vallone della Meris; il Gesso della Valletta prosegue quindi per altri 6 km, ricevendo gli apporti di numerosi torrentelli, tra i quali i più importanti sono quelli che percorrono la Valle del Monte Matto e il contrapposto Vallone di Lourousa, fino alle Terme di Valdieri.
A monte dell'abitato, questo ramo del Gesso si sdoppia ancora nel Vallone della Valletta propriamente detto a sinistra e, a destra, nel vallone del Valasco.
Il Gesso di Entracque, 3 km a monte della confluenza, si divide a sua volta in due rami, dei quali uno conserva ancora il nome principale, mentre il secondo acquista quello di Rio Bousset che scorre nel Vallone del Sabbione. Il ramo principale, a monte dell'invaso artificiale della Piastra, si sdoppia nel Gesso della Rovina o Torrente Bucera e nel Gesso della Barra; quest'ultimo, nei pressi di S. Giacomo, frazione di Entracque, si divide ancora: il ramo di destra mantiene il nome di Gesso della Barra, mentre quello di sinistra prende il nome di Gesso di Moncolombo.
I corsi d'acqua che compongono il bacino del Gesso raramente hanno una sorgente ben definita. Solitamente si formano dalla successiva riunione di innumerevoli ruscelli, alimentati dai nevai e ghiacciai (i ghiacciai della valle Gesso sono i più meridionali delle Alpi) di alta quota durante la progressiva fusione estiva ed anche dal contributo di piccoli bacini lacustri molto spesso gelati fino ad estate inoltrata.

## Regime
Il regime del corso d'acqua è assai variabile, passando rapidamente da portate esigue a deflussi particolarmente abbondanti soprattutto quando rapidi aumenti della temperatura fanno fondere in breve tempo il manto nevoso o anche quando piogge intense e/o prolungate, non sono più trattenute ed assorbite dalla cotica erbosa.
La sua portata media annua presso la confluenza con la Stura di Demonte è superiore ai 20 m³/s.
Il torrente è stato più volte protagonista di violente alluvioni, con la distruzione, pressoché ogni volta, della passerella che collega il comune di Cuneo con la frazione Mellana (comune di Boves).
Si ricorda, durante una tragica piena, la morte di una donna sulla passerella, travolta dalle acque. 
Provocò inoltre nel 1996 la distruzione del ponte ferroviario della linea Cuneo-Mondovì di cui tutti i cuneesi ricordano i binari penzolanti rimasti tali per qualche anno.